# 30786 Karkoschka
30786 Karkoschka este un asteroid care intersectează orbita planetei Marte.

## Descriere
30786 Karkoschka este un asteroid care intersectează orbita planetei Marte. Asteroidul prezintă o orbită caracterizată de o semiaxă mare de 2,64 ua, o excentricitate de 0,44 și o înclinație de 8,3° în raport cu ecliptica.